# オラシオ・カペル

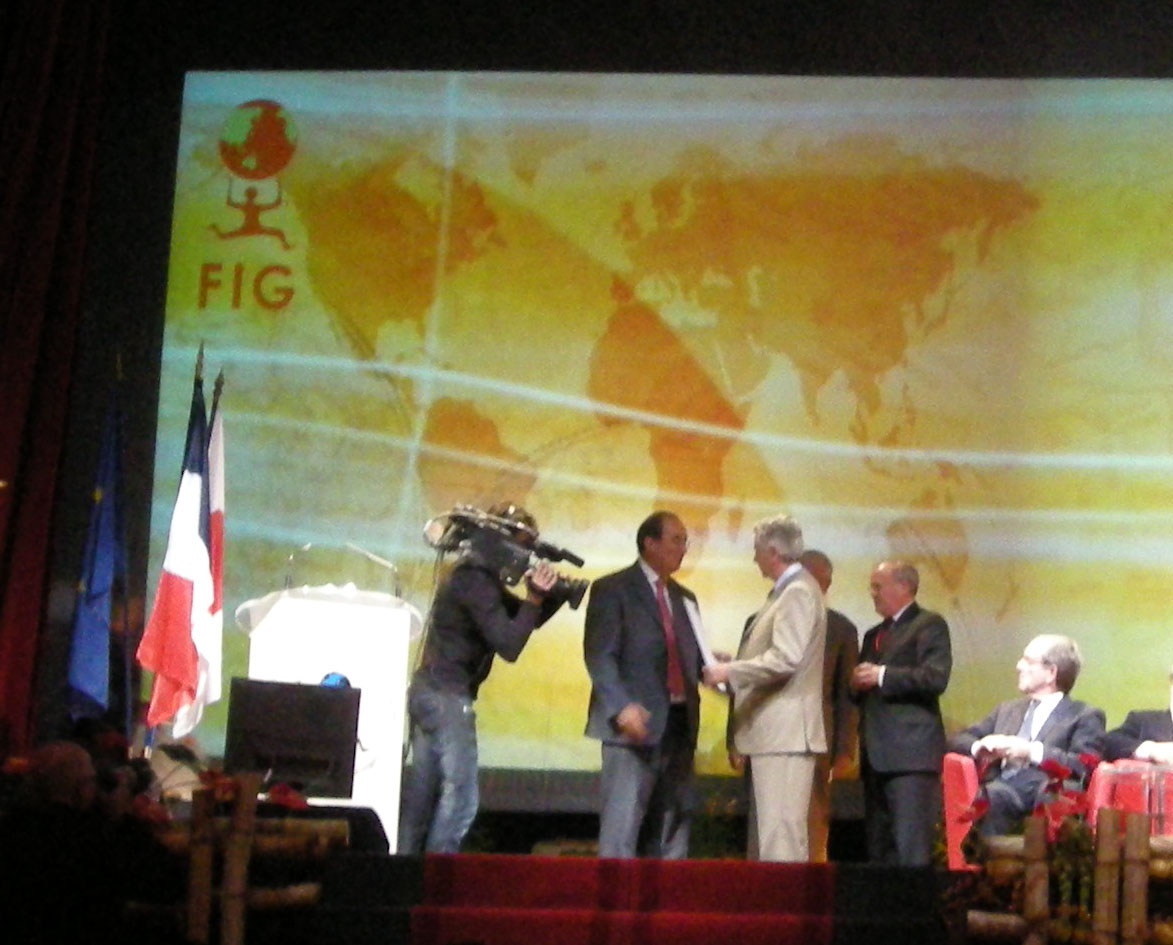
2008年の国際地理学フェスティバルにおいてヴォートラン・ルッド国際地理学賞を授与されるカペル

オラシオ・カペル (Horacio Capel) として知られる、オラシオ・カペル・サエス（Horacio Capel Sáez、1941年2月7日 - ）は、スペイン・マラガ出身の地理学者・著作家。多数の著作があり、数多くの博士論文を指導し、特に都市地理学分野の業績によって知られている。その他にも、哲学や歴史学等の著作がある。

## 経歴
カペルはスペインのマラガに生まれた。1970年代に都市地理学の研究を始め、都市システムの分析や、都市のモノグラフに取り組んだ。その後、研究の重点は地理学や科学全般の理論に置かれるようになった。1980年代末以降は、技術革新と地域的環境の関係についての諸問題に取り組んだ。
彼は1963年に、哲学と文学を専攻してムルシア大学を卒業した。その後、1972年にバルセロナ大学で地理学の博士号を取得した。
カペルは、長くバルセロナ大学で人文地理学を講じた。
彼は、その経歴を通して、批判的姿勢を失うことなく、地理学の新潮流を受け入れて行った地理学者の一人であり、それは著書『Las Nuevas Geografías』（1982年）や『Geografía en Red』（2009年）、彼のポータル・ウェブサイト「Web Geocrítica-Scripta Nova」、『Nuevas Geografías y Neogeografía』（2011年）に表された。2008年、彼はヴォートラン・ルッド国際地理学賞を受賞した。

## 関連文献
- 栗原尚子「Horacio Capel;Capitalismo y Morfolog ía Urbana en España，na ，142P， (オラシオ・カペル蓍 スペインにおける資本主義  と都市の形態)」『経済地理学年報』第24巻第3号、経済地理学会、1978年、80-83頁。 NAID 110002707847